# Lysandra mariscolore
Lysandra mariscolore är en fjärilsart som beskrevs av Gerh. 1852. Lysandra mariscolore ingår i släktet Lysandra och familjen juvelvingar. Inga underarter finns listade i Catalogue of Life.